# Marina Karpunina
Marina Germanovna Karpunina (in russo Марина Германовна Карпунина?; Mosca, 21 marzo 1984) è una cestista russa.
Alta 178 cm, gioca come guardia.

## Carriera
Con la Russia ha disputato i Giochi olimpici di Pechino 2008, i Campionati mondiali del 2006 e tre edizioni dei Campionati europei (2005, 2007, 2009).

## Palmarès
- Campionato europeo: 1
Nazionale russa: Italia 2007.